# Corazón International

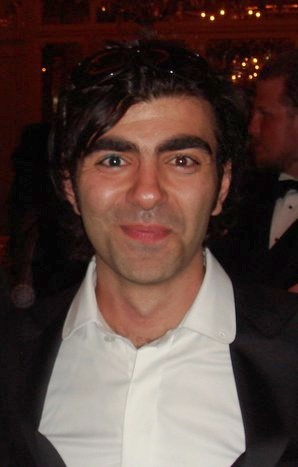
Fatih Akin, Mitbegründer von Corazón International, 2008 in Cannes

Corazón International war eine 2004 von Fatih Akin, Andreas Thiel († 2006) und Klaus Maeck gegründete Hamburger Filmproduktionsfirma. Sie ist seit 2017 inaktiv.

## Tätigkeitsgebiete
In erster Linie sollte Corazón der Realisation von Filmprojekten Fatih Akins dienen, später produzierte und koproduzierte die Firma auch Filme von Regisseuren aus dem Umfeld Akins und beteiligte sich an internationalen Kinoproduktionen. 2008 waren unter den um die Oscar-Nominierungen für den besten fremdsprachigen Film konkurrierenden Filmen zwei Corazón-Produktionen: Auf der anderen Seite (für Deutschland) und Takva (für die Türkei).
Zusammen mit dem Universitätsklinikum Hamburg-Eppendorf rief Corazón die Benefizaktion „Kicken mit Herz“ zugunsten herzkranker Kinder ins Leben.

## Realisierte Projekte

### Produktion
- 2006: Takva – Gottesfurcht
- 2007: Auf der anderen Seite
- 2007: Fatih Akin – Tagebuch eines Filmreisenden
- 2008: Chiko
- 2009: Soul Kitchen
- 2012: Müll im Garten Eden
- 2012: Fraktus

### Co-Produktion
- 2004: Die alten, bösen Lieder, Kurzfilm für die Filmkompilation Europäische Visionen
- 2004: Gegen die Wand
- 2005: Crossing the Bridge – The Sound of Istanbul
- 2009: Min dît
- 2011: UFO in her eyes
- 2011: Blutzbrüdaz
- 2012: Mama Coca – Die Krieger des Kokain
- 2013: Mamarosh
- 2014: The Cut
- 2017: Aus dem Nichts
- 2022: Rheingold